# 子供が見てるでしょ!
『子供が見てるでしょ！』（こどもがみてるでしょ!）はTBS系列で1985年10月11日から12月20日にかけてTBS金曜9時枠の連続ドラマとして放送されたテレビドラマ。田村正和主演の『うちの子にかぎって…』が視聴率20パーセントを超えるなど好評であったことから、同様に田村と子供たちを扱うドラマとして製作された。放送当時スタッフや関係者は同作品を、ハードボイルドホームドラマと定義していた。外科医の小田切剛はある日いきなり幼稚園の園長になる羽目になる。更に3人の姉妹と同居することとなる。

## キャスト
小田切剛
演 - 田村正和
外科医。森田教授の下で勉強した後、10年間アメリカにいた。独身でかなりもてる(一晩限りの恋人も多い)。
交通事故で死亡した妹夫婦の子育てと幼稚園の運営をする羽目になる。ベンツを所有。
森田葉月
演 - 結城しのぶ
森田教授の娘。小田切のことを好いている。
野村奈々子
演 - 吉田日出子
小田切と関係を持つ女性。夫が愛人と共に蒸発してしまう。
永田政治先生
演 - 所ジョージ
幼稚園教諭。独身。
青木富士子先生
演 - 左時枝
幼稚園の主任。古臭い考えで小言が多く、谷口からは嫌われている。　
谷口友恵先生
演 - 田中美佐子
樋川桂先生
演 - 中村れい子　
おっとりした雰囲気の先生。
岩永啓子先生
演 - 天久美智子　
小田切を園長にするために、盲腸になったふりをするが、真意を見抜いていた小田切によって克子に担当を回された上、陰毛まで剃られてしまう。
野田みゆき先生
演 - 広田玲央名
自分の胸を女の武器として、小田切にさらそうとするが失敗してしまう。
古沢里香先生
演 - 仁科幸子
前原あかね
演 - 小林聡美
小田切の妹の長女。高校3年生。
前原タネ
演 - 原ひさ子
前原しおり
演 - 片岡みえ
小田切の妹の次女。小学6年生。
前原いづみ
演 - 西尾麻里
小田切の妹の三女で末娘。
レオ
演 - ピーター
小田切と交流があるバー「レオ」のマスター。
森田教授
演 - 高品格
看護婦・克子
演 - 室井滋
喜多亮一
演 - 時任三郎
永田の友人。
小宮博文
演 - 村田雄浩
野村努
演 - 冨田晋寛
幼稚園の園児。奈々子の息子。
津村浩三
演 - 藤木孝
竹岡夫人
演 - 山本道子
梅田夫人
演 - 猪俣光世
松原夫人
演 - 青木和代
黒瀬エミ
演 - 麻生かおり
赤川マミ
演 - 横尾美美
白井ユミ
演 - 小柴祐見子
母親たち
演 - 千うらら、水木薫、野川ひとみ、三宅悦子
看護婦
演 - 高橋珠美子、黒川明子、野呂瀬初見
その他
劇団いろは、劇団日本児童、芸プロ

### ゲスト

#### 第1回
- 前原修一：高田純次
- 前原美樹：松本留美
- スチュワーデス：風祭ゆき
- 警官：小林福一郎
- 電話の声：山口純平

#### 第2回
- 学校の先生：島田果枝
- 健太：山下大輔
- 麻衣：門根雅美

#### 第3回
- 石川：三波豊和
- 車の女：小田かおる
- 店員：田村元治

#### 第4回
- 明：中垣克麻
- 浩：越川学
- パブの支配人：佐藤昇
- 女子大生：宇佐美眉
- 客：吉田鋼太郎
- 客；篠木亮平[注 1]
- クラブの男：島田彰
- ホステス：石田純子
- 若い男：小木曽孝司

#### 第5回
- 青木秀和：小林稔侍
- 村井貴志：光石研
- 原島弁護士：鶴田忍
- 会社の同僚：須永慶

#### 第6回
- めぐみ：高樹沙耶
- 瀬戸：松沢一之
- 村木：光石研
- おばさん：関弘子
- 男：後藤康夫
- 高田良平

#### 第7回
- テレサ・テン（本人役）
- エレベーター嬢：市川かおり
- 西村タカ子：千うらら
- 伊藤一弘：市川登
- 高橋優子：長島裕子
- 沢木誠：増田康好
- 司会者：宮田光
- 記者：野上裕
- ラーメン屋：加藤治

#### 第8回
- 山本聡：萩原流行
- 山本昇：武藤積弘
- 家政婦：石井富子
- 美女：黒木玲奈
- 男：和田賢司

#### 第9回
- 秋山益代：原日出子
- 西川環：玉木潤（前年に放送された田村主演のドラマ「うちの子にかぎって…」での生徒）
- 女：日向明子
- セールスマン：篠田薫
- 母親：平野玲子

#### 第10回
- 栗林滋：梨本謙次郎
- 美女：田吹美智代
- 紳士：西尾徳
- 審判：宮寺康生
- 広田：森篤夫
- 医局員：平野義和、千葉茂
- 看護婦：小野寺早苗、美里マリ、清水玲子

#### 最終回
- 荒牧先生：加藤土代子
- 婦人警官：浅見美那
- 司会者：藤田安男
- ジョアンナ：ジニー
- ウエイトレス：山田美和子

## スタッフ
- 脚本：伴一彦
- 演出：遠藤環、吉田秋生、伊藤一尋
- プロデューサー：八木康夫、伊藤一尋
- 主題歌：時任三郎「WALKIN' IN THE RAIN」（作詞、作曲：浜田省吾）

## 放送日程
| 各話   | 放送日         | サブタイトル               | 演出     |
| ------ | -------------- | -------------------------- | -------- |
| 第1回  | 1985年10月11日 | 女・女・女・女             | 遠藤環   |
| 第2回  | 1985年10月18日 | あたしを抱いてください     | 遠藤環   |
| 第3回  | 1985年10月25日 | フケツな保護者!?           | 吉田秋生 |
| 第4回  | 1985年11月1日  | オトコはみんな…            | 吉田秋生 |
| 第5回  | 1985年11月8日  | 子供ができたでしょ         | 伊藤一尋 |
| 第6回  | 1985年11月15日 | 結婚したい!                | 伊藤一尋 |
| 第7回  | 1985年11月22日 | 愛人                       | 遠藤環   |
| 第8回  | 1985年11月29日 | わたし、オンナになちゃった | 遠藤環   |
| 第9回  | 1985年12月6日  | ブスにはブスの生き方がある | 遠藤環   |
| 第10回 | 1985年12月13日 | 疑惑のキスマーク           | 伊藤一尋 |
| 最終回 | 1985年12月20日 | サンタクロースとベッドイン | 伊藤一尋 |

## 補足
本作は、『うちの子にかぎって…』『うちの子にかぎって…2』に続き、伴一彦が脚本を担当し、田村正和が主演、所ジョージがレギュラー出演しているシリーズである。この流れの作品は、本作の放送終了後、『パパはニュースキャスター』を経て『パパは年中苦労する』で完結している。
上記の流れで制作された作品の中では、唯一ソフト化もTBSチャンネルでの再放送及びオンデマンド配信も行われていない(『うちの子にかぎって…』はVHS、『パパはニュースキャスター』はVHS及びDVDという形でソフト化が行われており、『パパは年中苦労する』もソフト化こそされていないがTBSチャンネルで再放送が行われている)。
本作は第2期「金9」第1作であり、本作から16年間ドラマ枠として数多くの作品が放送された。